# Дарко Шуковић
Дарко Шуковић (Бијело Поље, 1. март 1963) црногорски је новинар, власник и главни уредник Радија Антена М и Портала Антена М, водитељ емисије Жива истина.

## Биографија
Дипломирао је на Правном факултету у Подгорици.
Новинарску каријеру започео 1988. на Радију Титоград (сада Радио Црне Горе). Од 1990. био је главни уредник магазина Круг, првог независног политичког гласила у Црној Гори.
Од 1998. до 2001. радио је за „Монитор” и потом био замјеник главног уредника РТЦГ.
По завршетку уговора са РТЦГ средином 2020, Шуковић није продужио уговор за наредну сезону емисије Жива истина.
Историчар Александар Раковић га ја окарактерисао као цензора јер је наводно исјекао дијелове емисије током његовог гостовања који не одговарају тезама које заступа.

## Ставови
Заговорник је тезе из домена алтернативне историје која говори о „историјском постојању” садашње невладине организације Црногорска православна црква и наводној старини осмовјековне Српске православне цркве од 1920. године.
Према писању одређених медија, своје неистомишљенике (укључујући грађане Црне Горе који су учествовали на протестним литијама) је у појединим емисијама називао сплачинама, полусвијетом, шљамом и олошем.